# Силмон, Чарльз
Чарльз Силмон — американский легкоатлет, который специализируется в беге на 100 метров. Серебряный призёр чемпионата мира среди юниоров 2010 года на дистанции 100 метров и обладатель золотой медали в эстафете 4×100 метров. Серебряный призёр чемпионата мира 2013 года в эстафете 4×100 метров. Также на чемпионате мира в Москве выступал в беге на 100 метров, но не смог пройти дальше предварительных забегов. Бронзовый призёр чемпионата США 2013 года. На внутренних соревнованиях в США выступает за Техасский христианский университет.
88-й человек в истории, кому удалось преодолеть 10-секундный барьер — 9,98.
В 2014 год выступил на чемпионате США на дистанции 100 метров где занял 4-е место — 10,28.